# Кадыкчан (приток Хасына)
Кадыкча́н (бывш. Красавица) — река на Дальнем Востоке России, протекает по территории Хасынского района Магаданской области.
Длина водотока составляет 19 км, водосборная площадь — 70,3 км². Берёт истоки с северных склонов Хасынского хребта, впадает в Хасын слева, на 58 км от его устья. В месте слияния расположен посёлок Стекольный.

## Месторождения полезных ископаемых
- Красавинский участок Хасынского угольного месторождения
- Хасынское (Красавинское) месторождение вулканического пепла[3]

## Гидроним
Название в переводе с эвен. Кадакчан — «маленькое ущелье». Прежнее название реки Красавица — продолжает использоваться местным населением, а также встречается не только в старой специальной литературе, но и в новых изданиях и даже в нормативных документах.